# Chłodnik

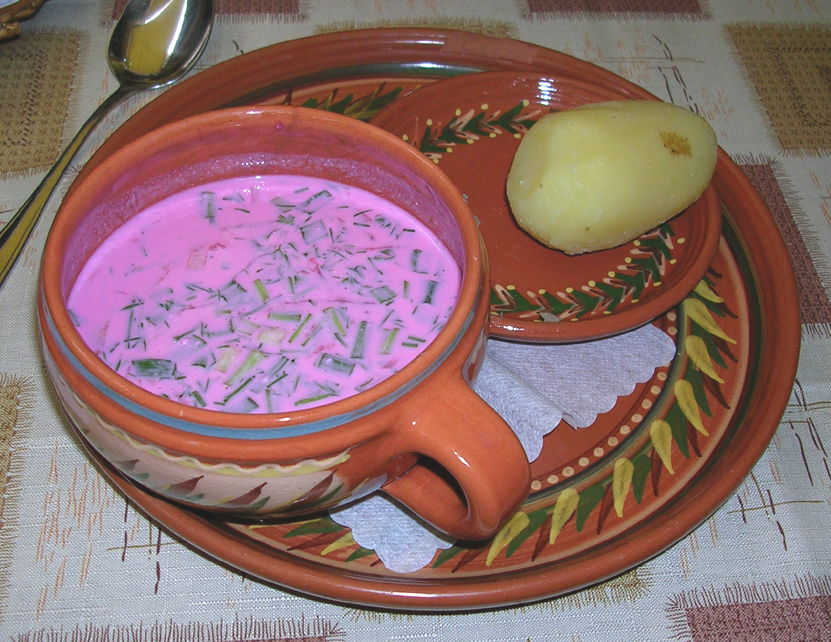
Chłodnik litewski

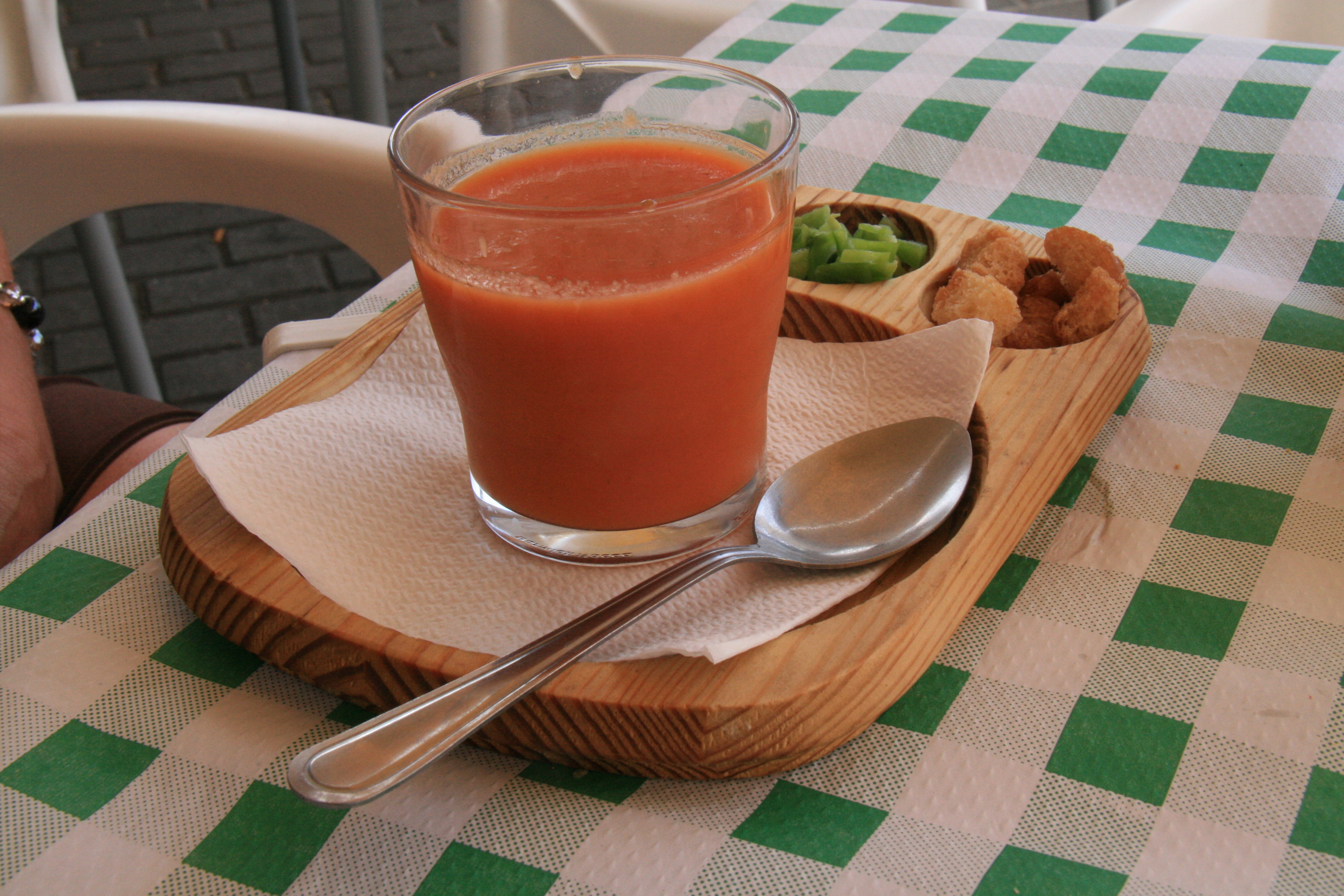
Gazpacho

Chłodnik – zupa podawana na zimno, najczęściej poniżej temperatury pokojowej. Podręcznikowo schłodzona do temperatury poniżej 14°C. Często przygotowywana ze zmiksowanych bądź poszatkowanych warzyw lub owoców. Wiele spośród kuchni narodowych posiada w swoim menu popularne wersje chłodników.
Chłodniki podaje się na talerzach głębokich lub w bulionówkach. W bulionówce raczej nie podaje się chłodników, które zawierają duże kawałki składników.
Przykładowe chłodniki:
- kuchnia bałkańska – tarator
- kuchnia francuska – vichyssoise (głównym składnikiem są białe części pora)
- kuchnia hiszpańska – gazpacho, ajoblanco, salmorejo
- kuchnia polska – chłodnik litewski, zupa szczawiowa
- kuchnia rosyjska – okroszka
- kuchnia węgierska – meggyleves (zupa wiśniowa znad Balatonu)
- kuchnia turecka – cacik